# 구조야마토역
구조야마토역(일본어: 郡上大和駅)은 일본 기후현 구조시에 위치한 나가라가와 철도 에쓰미난 선의 철도역이다. 상대식 승강장 2면 2선의 구조를 갖춘 지상역이다.

## 이용 현황
| 승차 인원 추이 | 승차 인원 추이     |
| 연도           | 1일 평균 승차 인원 |
| -------------- | ------------------ |
| 2011           | 19                 |
| 2012           | 23                 |
| 2013           | 20                 |
| 2014           | 14                 |
| 2015           | 13                 |

## 역 주변
- 국도 제156호선
- 나가라강

## 역사
- 1932년 7월 9일 : 일본 철도성 (국철) 에쓰미난 선 구조하치만 역 - 당 역간 개통과 동시에 미노야토미역으로서 개업. 여객 및 화물 취급 개시. 더욱이 야토미는, 그 뒤의 1955년에 (구) 구조 군 야마토 촌(후에 야마토 정을 거쳐서 현 · 구조시 야마토마치)이 성립하기까지 존재했던 야토미 촌이 유래함.
- 1933년 7월 5일 : 당 역 - 미노시로토리 간이 연장 개업.
- 1961년 6월 : 미노시로토리 역장이 관할함.
- 1974년 10월 1일 : 화물 취급 폐지.
- 1975년 4월 : 업무 위탁역이 됨.
- 1985년 3월 31일 : 무인역이 됨.
- 1986년 12월 11일 : 일본국유철도 에쓰미난 선이 나가라가와 철도로의 전환으로 인해 이 회사의 역이 됨. 야마토마치의 중심인 것부터 구조야마토역으로 개칭. 교행 가능역이 됨.

## 인접 역
| 나가라가와 철도 에쓰미난 선 | 나가라가와 철도 에쓰미난 선 | 나가라가와 철도 에쓰미난 선 |
| --------------------------- | --------------------------- | --------------------------- |
| 도쿠나가 미노오타 방면      | ■ 에쓰미난 선               | 만바 호쿠노 방면            |